# Otto Driesen
Otto Iwan Driesen (* 1. März 1875 in Segnitz; † nach dem 25. März 1943 in  Sobibor) war ein deutscher Pädagoge und Direktor des Philanthropin in Frankfurt am Main.

## Leben

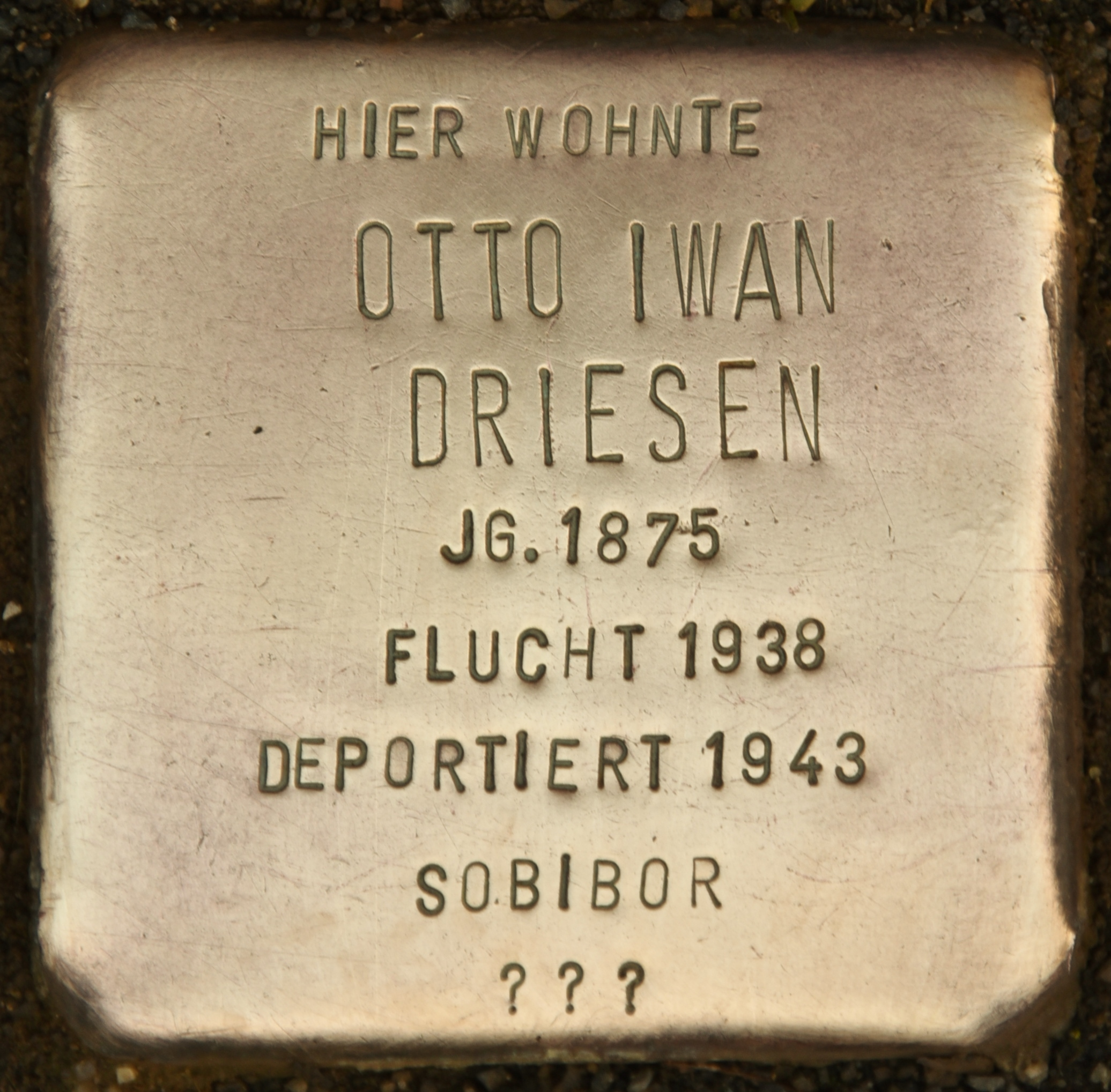
Stolperstein in Segnitz

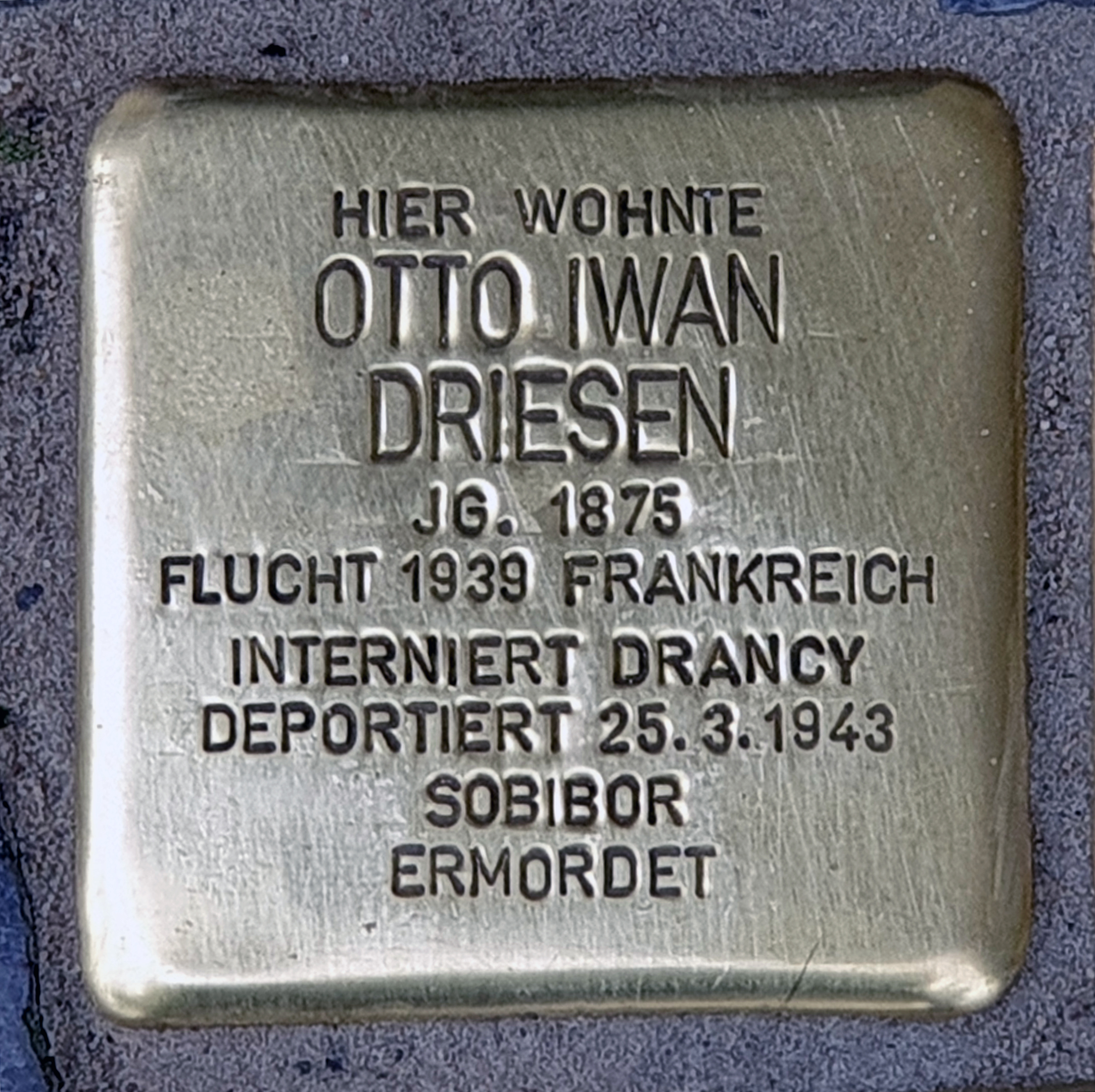
Stolperstein am Haus, Waitzstraße 7, in Berlin-Charlottenburg

Otto Iwan Driesen wurde 1875 im unterfränkischen Segnitz als Sohn von Jakob Driesen (1851–1912) geboren. Sein Vater war Lehrer an dem 1838 gegründeten Brüsselschen Institut, einer zu dieser Zeit von dem Freidenker und SdAP-Mitgründer Samuel Spier geführten Handelsschule mit Internat für Knaben in Segnitz, und damit einer der Lehrer des jungen Ettore Schmitz, der mit zwei seiner Brüder von 1874 bis 1878 dieses Internat besuchte. Nachdem die Schule 1881 geschlossen worden war, nahm der Vater eine Stelle in Tauberbischofsheim an, sodass Otto große Teile seiner Jugend dort verbrachte. Um diese Zeit lebten in der Kleinstadt ca. 200 jüdische Bürger. 1891 übersiedelte die Familie nach Karlsruhe, wo Driesen auch das Abitur machte. Nach der Reifeprüfung studierte Driesen in Berlin, Paris, Heidelberg und Straßburg Rechtswissenschaften, Philosophie, Kulturgeschichte und Sprachen. 1900 legte er das Staatsexamen ab und verbrachte das einjährige Probejahr an einer Schule in Karlsruhe. 1901 promovierte er zum Dr. phil. an der Universität Straßburg mit einer Arbeit über ein kulturgeschichtliches Problem mit dem Titel „Der Ursprung des Harlekin“. Als wesentlichen Einfluss auf seine Entwicklung und seine Forschungen nannte Driesen im Vorwort zu dieser Dissertation seine „mütterliche Freundin“, die Schriftstellerin und Kunstkritikerin Anna Spier, die Ehefrau des ehemaligen Segnitzer Schuldirektors Samuel Spier. Von 1901 bis 1908 war Driesen in Berlin wissenschaftlich tätig. 1909 wurde er Oberlehrer in Berlin-Charlottenburg und leitete dort den Aufbau einer Realschule. Danach war er stellvertretender Leiter der Waldorfschule in Berlin-Charlottenburg.
Er machte sich früh einen Namen durch den Einsatz moderner Medien im Unterricht vom Kindergarten bis zur Universität. Insbesondere plädierte er für den Einsatz des Grammophons im Unterricht und gab hierzu eine umfangreiche Sammlung von Platten heraus.
Mit Beginn des Ersten Weltkrieges wechselte er als Referent ins Kriegsministerium. Er war als Diplomat tätig und 1918 Mitglied der Waffenstillstandskommission, die am 11. November 1918 den Waffenstillstand von Compiègne unterzeichnete.
Im Januar 1919 erhielt Driesen auf Empfehlung von Julius Galliner einen Ruf nach Frankfurt am Main als Nachfolger von Salo Adler als Direktor des Philanthropin. Er lehnte jedoch zugunsten seiner Tätigkeit für das Auswärtige Amt ab. Nachdem das Amt keine Verwendung mehr für ihn hatte, nahm er Anfang April 1921 die immer noch vakante Stelle am Philanthropin an und übersiedelte mit seiner Familie nach Frankfurt am Main. 
Er setzte sich intensiv für die Erweiterung des Angebots der Schule ein. Bereits 1922 wurde eine einjährige Frauenschule eröffnet, die Interessentinnen aus ganz Deutschland und auch aus dem Ausland anzog und bis 1932 existierte.
1924 wurde eine Vorschule beim Philanthropin gegründet. Zudem folgte der Ausbau der Realschule zum Realgymnasium. In Zusammenarbeit mit einigen neuen, jungen Lehrern gelang 1925 die Anerkennung der Schule als Reform-Realgymnasium. An Ostern 1928 wurde die erste Reifeprüfung am Philanthropin erfolgreich abgelegt.
Driesen führte Arbeitsgemeinschaften und eine Vollversammlung der Schule ein. Einmal in der Woche traf sich die komplette Schülerschaft in der Aula und diskutierte über aktuelle politische Fragen.
Reinhold Driesen, der Sohn von Otto Driesen, gründete bereits 1921 einen jüdischen Sportverein Philanthropin, der zahlreichen Zulauf fand.
Nach der Etablierung des NS-Regimes organisierte Driesen zahlreiche Aktivitäten zur Vorbereitung der Ausreise von Schülern ins Ausland und nach Palästina. U. a. fand in der Aula eine Ausstellung über Palästina statt, die einen Anreiz zur Ausreise jüdischer Bürger nach Palästina darstellte. Am 1. April 1937, im Alter von 62 Jahren, ließ sich Otto Driesen pensionieren. Am 11. September 1937 zog er mit seiner Familie nach Berlin. Am 27. April 1939 emigrierte er mit seiner Frau nach Paris. Von dort wurde er über das Sammellager Drancy am 25. März 1943 mit dem Transport Nr. 53 deportiert und Ende März 1943 in Sobibor ermordet.
Otto Driesen war mit Paula Driesen verheiratet. Seine Tochter Martha (* 1902) wurde Schriftstellerin. Wegen einer psychischen Erkrankung lebte sie zeitweise in einer Nervenheilanstalt. Im Juni 1942 wurde sie in das  Vernichtungslager  Sobibor deportiert und dort ermordet. Der Sohn Reinhold (* 1906) starb am 27. April 1921 in Frankfurt durch einen Unfall.

## Ehrungen
- 2004 wurde in Segnitz vor Otto Driesens Geburtshaus ein Stolperstein für ihn verlegt. → siehe auch: Liste der Stolpersteine in Segnitz

- Am 12. Mai 2023 wurde vor seinem ehemaligen Wohnort, Berlin-Charlottenburg, Waitzstraße 7, ein weiterer Stolperstein verlegt.

## Veröffentlichungen
- 1904: Der Ursprung des Harlekin. Ein kulturgeschichtliches Phänomen. (Buchausgabe seiner 1903 in Chemnitz veröffentlichten Doktorarbeit)  Berlin: A. Duncker 1904. Online kostenlos verfügbar: https://archive.org/details/derursprungdesh00driegoog
- 1913: Das Grammophon im Dienste des Unterrichts und der Wissenschaft (Sammlung Dr. Driesen): systematische Sammlung von Grammophonplatten für den Unterricht vom Kindergarten bis zur Universität / entworfen, zur technischen Aufnahme durchgeführt unter Heranziehung besonders geeigneter Vortragenden und mit einem Vorwort über die grammophonische Unterrichtsmethode nebst Textproben hrsg. von Otto Driesen, Berlin.
- 1915: Eine „Gold-in-die-Reichsbank!“-Organisation der deutschen Philologen, Lehrer und Geistlichen.
- 1918: Das Deutsche Volk und seine Fürsten. Eine vaterländische Kundgebung zum Geburtstag Sr. Majestät des Kaisers (27. Januar 1918), Kriegspresseamt, Berlin.
- 1929: Bausteine einer praktischen Pädagogik. Zum Jubiläum des 125jährigen Bestehens des Philanthropins, Frankfurt am Main.